# 安丙
安丙（1148年—1221年12月4日），字子文，號皛然山叟，廣安人，南宋官員、將領。开禧北伐期间，诛杀叛逆吴曦；平定蜀地红巾之乱；晚年联夏攻金。

## 传记

### 早年
安丙是淳熙間進士，調任大足縣主簿。任期滿后来朝，陳述蜀地利弊十五事，说的都很切实。父亲去世，服丧结束，征召任利西安撫司幹辦公事，調曲水丞。吳挺為帥，知道他的才能，邀请他。改官阶，知新繁縣。母亲去世，服丧结束，知小溪縣。通判隆慶府，嘉泰三年，郡中发大水，丙禀告守臣張鼎，發常平粟振灾。随后又开鑿石改溪水道，自此無水患。知大安軍，发生旱灾，百姓艱难求食，丙以家财到下游买米數萬石赈灾。事情被上报，下詔加一级官阶。

### 诛杀吴曦
開禧二年（1206年），宋金發生戰爭，程鬆為四川宣撫使，吳曦副之，安丙向程鬆陈述十件值得忧虑的事。接着鬆開府漢中，经过三泉，夜里延请安丙商議。丙又说吴曦必誤國，鬆没有理会。因为丙曾做过吴挺门客，素来了解吴曦。不久吴曦奏丙任隨軍轉運司，居河池。此時梁、洋義士刚襲取和尚原，不久被金兵奪回，守將棄甲而走。十一月戊子，金人攻湫池堡，破天水，从西和入成州，宋军潰败，吴曦置之不問。金人肆掠關外四州，就像进入无人的城邑，軍民无处可逃。曦已潛遣他的门客姚淮源交金人，这时曦還興州，把安丙留在魚關，不久又下令让他回到武興。十二月丙寅，金人持其詔及金印至罝口，曦密接受，公开说金国使者欲得四州以便讲和，写信劝程鬆离去。癸酉，曦受金詔稱蜀王，在四川张榜公告。三年正月甲午，曦僭號建置百官，稱臣於金，用那个月為元年，改興州為興德府，任命安丙為中大夫、丞相長史、代理行都省事。
之前，從事郎錢鞏之跟随吴曦在河池，曾经夢到曦禱神祠，以銀杯為珓来扔，神起立对曦说：“公有什么怀疑的？公有什么怀疑的？以后的政事已分付安子文矣。”曦没有领悟，神又说：“安子文有才，足够能辦这些事。 ”鞏之醒后，心里对这些事惊异，把这事情告诉了吴曦。事情发展严重，安丙不得脫身，考虑到白死無益，阳奉阴违。于是和楊巨源、李好義等密谋诛杀吴曦。徐景望在利州时，逐土人，擅財賦。丙派遣弟安煥前往联络諸將，相互掌击约定，等到景望伏誅，軍民没有敢喧哗的。於是傳檄諸道，安居如故。吴曦僭位共四十一日。三月戊寅，陳述曦反叛经过以及矯製平賊便宜賞功的情况，自劾待罪，函曦首級、違製法物與吴曦所受金人詔印及所匿庚牌交给驿使。
朝廷初聞變故，不知道如何是好。韓侂胄给吴曦信也说“嗣頒茅土之封”，紧急召知鎮江府宇文紹節询问，紹節说：“安丙非附逆者，必能討賊。”於是密降帛書说：“安丙素来有才能，有誌事功，今聞曦謀不軌，你被胁迫，考虑到凶焰正嚣張，恐重新给蜀造成灾禍，所以權且听从他们，哪有一天忘记君父？如能对付吴曦報效國家，以明本心，就应當特别奖賞，即使二府这样的高位也毫不吝啬，更应考虑合适时机，務在成事，不辜负委屬之意。”帛書还未送到，捷报已经传来，朝廷上下動色交慶。辛丑，加安丙端明殿學士、中大夫、知興州、安撫使兼四川宣撫副使，下詔獎諭，恩數如同執政，如密信所说一样。

### 经略四川
時都統孫忠銳由鳳州進攻大散關没有攻下，統領強德等出奇道由鬆林堡破金砦，于四月癸丑攻克。忠銳貪功吝財，賞罰迷繆，大失軍心，且很快退回鳳州，以關鑰交付庸將陳顯。癸酉，大散關再度沦陷。杨巨源自請收復，丙遣朱邦寧辅佐他。丙十分厌恶孙忠銳，发檄文让他到司里議事，准备废了他。巨源到了鳳州，斬忠銳及其子孙揆，丙遂以忠銳依附偽進表的罪行报告朝廷。此前，因为誅吴曦功，巨源補授朝奉郎，與通判差遣。巨源遣其親校傳檜向朝廷訴功。於是丙上疏请求闲职。这时，金人揭示在边境上，得丙首者奖赏銀絹二萬匹兩，立刻授予四川宣撫。
当时刚議和，只有安丙整顿告诫將士，恫疑虛喝，以攻為守，威聲很显著。下詔因蜀平定，遣吳獵撫諭四川。当時沿邊關隘悉被金国毁坏，丙写信给当时的宰相，说：“西和方面，已修仇池，聚糧積芻，使軍民可守。若敵至，則堅壁不戰，他们想要进攻就不可能了，想要越过則不敢了。若西和可守，成州境内自然不敢侵犯。成州黑穀、南穀也都驻守重兵。天水雖不可守，距天水十里所，现已創白環堡，與西和相為掎角，又增堡雞頭山，全部以民卒守之，等到修黃牛堡，築興趙原，屯千餘人。鳳州秋防原尤為險絕，紹興初，州治就设在这里，宣撫吳玠曾经作家計砦，前即馬嶺堡，正扼鳳州之後。一旦此數堡都堅，金人決不敢近。而河池、殺金平、魚關都有大軍屯聚，其他徑路，即使關内如大安，也暗地里招募民卒，授以器械，為掩擊做准备。”又说：“现在在關表廣結義士，月給以糧，让他们各保田廬墳墓，等到事定，就把他们编入户籍而勸他们耕种，或许可保长久。以我之見，只为防守准备，則精選五萬人也绰绰有余。 ”
李好義守西和，认为四州在战争之后，民不聊生，請减租以恢复战争创伤。安丙向朝廷请示。又因沔州都統司所統十軍，军權太重，所以从吳璘至挺、曦都有尾大不掉的担忧，于是请求分置副都統制，各自不相互隶属，将前右中左後五軍隸属都統司，踏白、摧鋒、選鋒、策鋒、遊奕五軍隸属副司。下詔都同意。
这时方信孺出使归来，金人和意未決，而且欲得首議興師之人，韩侂胄大怒。宋宁宗手書賜丙，说：“金人必再至，當激勵將士，戮力赴功。”韩侂胄被杀后，賜安丙金器百二十兩、細幣二十匹，進資政殿學士。嘉定和议达成，金国归還大散、隔牙關。丙分遣僚吏，經营洋、沔、興元、大安等地的民田，另外定租稅。
右丞相史彌遠丧期未满起用复职，安丙写信给他说：“昔仁宗起復富鄭公、文潞公，孝宗起復蔣丞相，皆力辭，名教所係，人言可畏，希望閣下速辭成命，以息議者之口。”议论者肯定他的话。升大學士、四川製置大使兼知興元府。侦查知金人遷到汴，關輔豪傑主动表示愿意降者的很多。安丙以為此正冉閔告晉自立时的情形一样，于是写信给宰臣，说应當興問罪之師。朝廷议論担心安丙輕舉枉动，于是下詔安丙增修守備。
七年春，安丙派亲信安蕃、何九齡合官軍夜襲秦州，失敗而歸。王大才執九齡等七人斬之，而且向朝廷告发安丙。三月，下詔安丙同知樞密院事兼太子賓客，賜亲笔信召他。途中经过廣德軍，進觀文殿學士、知潭州、湖南安撫使。到了官所，留意學校，向太常寺请求創大成樂。但是政尚嚴酷，轉運判官章徠弹劾安丙，不批复。御史李安行和章徠一起弹劾，章徠罷官，安丙授崇信軍節度使、開府儀同三司、萬壽觀使。派譴閣門舍人聞人璵錫命，賜旌節、金印、衣帶、鞍馬。三次辞谢，返回蜀地。

### 红巾之乱
董居誼帥蜀，大失士心。金人乘这机会，破赤丹、黃牛堡，入武休關，直搗梁、洋，至大安，所到之处宋军立刻潰败，散入巴山。十二年，聶子述代替董居誼。此時安丙之子安癸仲知果州，子述就发令让他兼參議官。四月，紅巾賊張福、莫簡叛，入利州，子述逃走。總領財賦楊九鼎與賊遭遇，逃到民舍藏匿，賊追九鼎并杀了他。子述退保劍門，檄癸仲兼節製軍馬，负责討賊。癸仲召戎帥張威等軍來會，賊自閬州前往遂寧，所過無不殘滅。安丙欲自持十萬緡和聂子述往益昌招募士兵，子述曰：“大臣非得上旨，不能轻易行动。”丙于是去可果州。
这时四川大为震惊，比吴曦之變还要严重。張方首奏，功勳威望如安丙这样的，现在还可以使用。魏了翁写信给宰執，认为安丙不起用，則賊不能立刻平定，蜀不可能安定，即使是賊也说：“須安相公作宣撫，事才能平定。”李壁、李这時一同鎮潼、遂，也都用國事劝勉安丙。五月乙未，安丙至果州，这天賊焚蓬溪縣。
己酉，下詔起用安丙為四川宣撫使，准予方便适宜的行事，随即下达製书授予保寧軍節度使兼知興元府、利東安撫使。随即命令丁焴改知興元府。
甲申，从果州出发。丙戌，至遂寧，賊仍然在普州的茗山凭险固守。丙下令諸軍合圍，断絕他们樵汲之路，困住他们。没多久，張威、李貴俘獲張福等十七人进獻，安丙命凌迟处死王大才以祭杨九鼎。七月庚子，将餘黨千餘人俘虏，全部斩首。庚戌班師，于是移治利州，賜保寧軍節度使印。安癸仲亦加三秩，進任直華文閣，起復，主管宣撫司機宜文字。明年，進安丙少保，賜衣帶鞍馬。

### 复镇四川
安丙以關外營田多余利，命官去查验。有个叫文垓正为母喪，以便宜起用復官，幹辦魚關糧料院，让他具体办理，且以宣撫副使印借他用。又有个叫馮安世的，又在利州设置根括局。於是魏了翁遺丙書，说：“幕府舉辟，當用經術信厚之士，不可用违反丧礼之人。况且公八年鎮蜀，有恩就有怨的，怎么可能人人都考察，事事都处理，自我要求太过狭隘，恐怕拖累子孫賓客。雖说今日理財難拘旧有办法，然告絕產、揭露白契、揭露隐藏的田地、寻找富民過失、糾查鹽酒戶虧額，報怨挾憤、招来權納贿赂情况，一定很多，而公承担这份怨恨。”丙回信说：“關外糴買當用四百萬緡，而總所見緡止二十五萬，多方措置，非得已而不已。儻皆清流，何由辦事？蜀士中如令弟魏嘉父、李成之輩，清則清、高則高矣，他们肯辦錢穀俗務吗。劉德修曾经雅責楊嗣勳不能舉義誅叛，嗣勳说：‘德修只不过是没有置身其中罢了。’安丙对于華父您也这么说。”後来，冯安世不法滋甚，近臣有写信给安丙的，而冯安世手下也告发这些事，安丙械送冯安世交大安追究惩治。

### 联夏攻金
在这之前，西夏派人请求一同攻打金国，安丙一边上奏一边行动，分遣將士去秦、鞏、鳳翔，委派丁焴節製，军队在鞏驻扎。夏人由樞密使甯子宁带兵二十餘萬，約定夏军野戰，宋军攻城。不久攻鞏失败，于是休兵。

### 去世
安丙去世，终官至少傅，停止上朝二日，贈少師，赠送的銀絹千計，賜沔州祠額為英惠廟。理宗親笔賜諡忠定。安丙所著有《皛然集》。

## 考古
1996年，四川省华蓥市郊区发现安丙家族墓地。